# Michael Berkeley

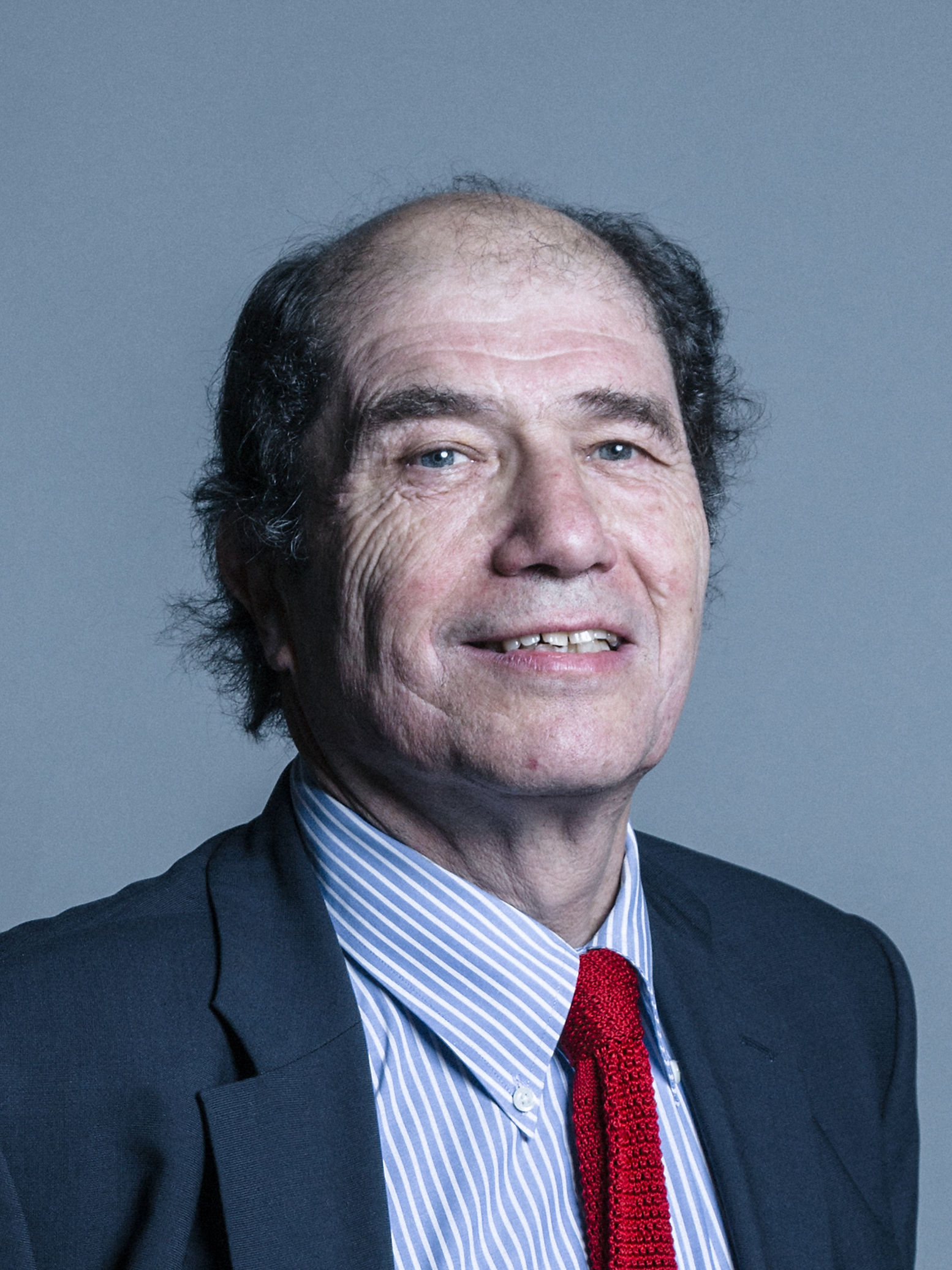
Michael Berkeley

Michael Fitzhardinge Berkeley, Baron Berkeley of Knighton (Londen, 29 mei 1948) is een Brits componist en omroepmedewerker.

## Leven
Michael is zoon van de componist Lennox Berkeley en kwam dus al snel in aanraking met de muziek. Hij was koorknaap in Westminster Cathedral en in die hoedanigheid zong hij ook muziek gecomponeerd of gedirigeerd door zijn peetoom Benjamin Britten.
Zijn opleiding kwam natuurlijk in eerste instantie van zijn vader (ook aan het Royal College of Music, maar later ook van Richard Rodney Bennett. In eerste instantie was zijn opleiding divers (piano, zang en componeren), maar later wijdde hij zich geheel aan componeren.
Al snel kreeg hij allerlei functies binnen dat terrein; thuiscomponist van het Schots Kamer Orkest en later van het BBC National Orchestra of Wales; artistiek directeur van het Cheltenham International Festival (1995-2004) etc. Daarnaast verzorgt hij radioprogramma’s voor de BBC Radio 3.
Hij was getrouwd met literair agente Deborah Rogers (overleden in 2014), heeft een dochter en is woonachtig in Wales en Londen.

## Composities
Zijn composities zijn verdeeld over allerlei genres, van concerten tot opera’s. Hieronder een kort overzicht:
- (1976): Meditations for strings;
- (1977): Hoboconcert;
- (1978): The Wild Winds voor sopraan en orkest;
- (1978): Strijktrio;
- (1980): Uprising (symfonie);
- (1980): At the round Earth’s Imagin’d Corners voor koor, solisten en orgel;
- (1981): Strijkkwartet
- (1982): Or shall we die?; een oratorium; een protest tegen een eventueel op handen zijnde kernoorlog;
- (1982): Gregoriaanse Variaties voor orkest;
- (1982): Celloconcert;
- (1983): Klarinetkwintet
- (1990): Gethsemani Fragment
- (1992): Music from Chaucer, voor koperblazerskwintet en optionele percussie. Een suite in vijf bewegingen, geïnspireerd door de gedichten van Geoffrey Chaucer: Triton's Trumpets, The Grieving Queen, The Fanfare for the Huntsmen, The Sorrowful Knight, The Wakeful Poet.
- (1993): Baa Baa Black Sheep; een opera op een libretto van David Malouf, gebaseerd op de jeugd van Rudyard Kipling;
- (1997): Secret Garden;
- (1998): The Garden of Earthly Delights;
- (2000): Jane Eyre; 2e opera; libretto Malouf;
- (2005): Concert voor Orkest Seascapes
- (2008): een nog titelloze kameropera op basis van een boek van Ian McEwan
- (????): Fantasia concertante voor kamerorkest;
- (????): Vioolsonate;